# أرسينيو كومامالا
أرسينيو كومامالا لوبيز-دل بان (1891 – 1976) كان لاعب كرة قدم إسباني لعب في مركز لاعب وسط مع نادي برشلونة وريال مدريد. يُعرف بأنه من أوائل اللاعبين الذين مثلوا كلا الناديين، برشلونة وريال مدريد.
كان لدى أرسينيو شقيقان، كارليس كومامالا وأورييو كومامالا، كلاهما أيضًا لاعبا كرة قدم ولعبا مع برشلونة.

## المسيرة الكروية

### المسيرة مع الأندية
ولد في برشلونة، وبدأ أرسينيو مسيرته الكروية في نادي مدينته برشلونة عام 1903، إلى جانب شقيقه كارليس. استمر الشقيقان في اللعب مع برشلونة حتى عام 1911، وكانا ضمن أول فريق كبير في تاريخ النادي خلال أوائل القرن العشرين، إلى جانب لاعبين مثل ماسانا، أميتشازورا، بيريس، باكو برو، والإخوة والاس (تشارلز وبيرسيفال). أسهم أرسينيو في تتويج الفريق ببطولة كتالونيا ثلاث مرات متتالية بين عامي 1909 و1911، إضافة إلى بطولتي كأس البيرينيه عامي 1910 و1911، ولقب كأس ملك إسبانيا 1910، حيث شارك في النهائي وساهم في فوز برشلونة 3–2 على إسبانيول مدريد.
في عام 1911، غادر بعض لاعبي برشلونة النادي بسبب خلافات مالية، من بينهم إخوة كومامالا، حيث انضم كارليس إلى نادي الجامعيين، بينما انتقل أرسينيو إلى ريال مدريد. لكنه انضم لاحقًا إلى نادي الجامعيين في 1912، وقبل نهاية العام، التحق كلا الشقيقين بنادي كاجوال (Casual SC)، إلى جانب عدد من المنشقين عن برشلونة مثل خوسيه كيرانتي والإخوة والاس.
أصبح كومامالا من أوائل اللاعبين الذين مثّلوا كلًا من برشلونة وريال مدريد، إلى جانب لاعبين مثل ألفونسو ألبينيز، كيرانتي، تشارلز والاس، إنريكي نورماند، والتر روزيتسكي، وخوسيه بيراوندو.
في عام 1913، توقف نشاط نادي كاجوال لأسباب مالية، وبينما قرر كارليس الاعتزال، عاد أرسينيو إلى ريال مدريد، حيث شارك في مباراة واحدة ضمن كأس موسم 1912–13، ومباراة أخرى في بطولة المركز الإقليمي لموسم 1913–14، قبل أن يعتزل اللعب عام 1914.

### المسيرة الدولية
في 18 نوفمبر 1909، خاض كومامالا أول ظهور له على الصعيد الدولي على ملعب كامب دي لا إندستريا، في مباراة خيرية لفائدة المصابين في الحملة الثانية على مليلية. شارك ضمن فريق Equip Blanc (الفريق الأبيض) إلى جانب لاعبين مثل فرانسيسكو برو، إميليو سامبيره، وشقيقه كارليس، وساهم في فوز فريقه 6–2 على منتخب كتالونيا، في أول مباراة يخوضها المنتخب الكتالوني بعد توقف دام ثلاث سنوات.
في 8 ديسمبر 1912، شارك كومامالا مع منتخب كتالونيا في مباراة خيرية أُقيمت أيضًا على ملعب كامب دي لا إندستريا لصالح اتحاد الصحفيين، وأسهم في فوز فريقه 5–2 على منتخب مكوّن من لاعبين أجانب ينشطون في إسبانيا.

## المسيرة الرياضية
إلى جانب كرة القدم، تميز كومامالا أيضًا في مسابقات ألعاب القوى، لا سيما في سباق 100 متر. ففي ديسمبر 1908، شارك في فعالية رياضية نظمها نادي إسبانيول لصالح الدار الإقليمية للأعمال الخيرية، والتي أُقيمت على ملعب AC Galeno بجوار المستشفى السريري. شارك كومامالا في سباق جري لمسافة 100 متر، وخسر بفارق ضئيل أمام إنريكي بيريس؛ حيث مُنح الفائزان ميداليتين ذهبية وفضية على التوالي.
كما شارك لاحقًا في سباق آخر لمسافة 1000 متر (ما يعادل أربع لفات ونصف حول الملعب)، إلى جانب زميله السابق في برشلونة ماتياز كولميناريس، الذي كان آنذاك لاعبًا في نادي AC Galeno.

## الحياة الشخصية
في عام 1918، تزوج كومامالا من مونتسيرات فالس إي مارتي، ابنة جوزيب ماريا فالس، المالك المشارك لبنك "فيلس دي ماجي فالس". كانت زوجته خالة كبيرة لرئيس وزراء فرنسا السابق مانويل فالس. أنجب الزوجان طفلين، فيكتور روما كومامالا إي فالس.[بحاجة لمصدر]

## الألقاب
إف سي برشلونة
- بطولة كاتالونيا:
  - البطل (4): 1904–05، 1908–09، 1909–10، و1910–11

- كأس البيرينيه:
  - البطل (2): 1910 و1911

- كأس ملك إسبانيا:
  - البطل (1): 1910